# Грабен Оттава-Боннешере

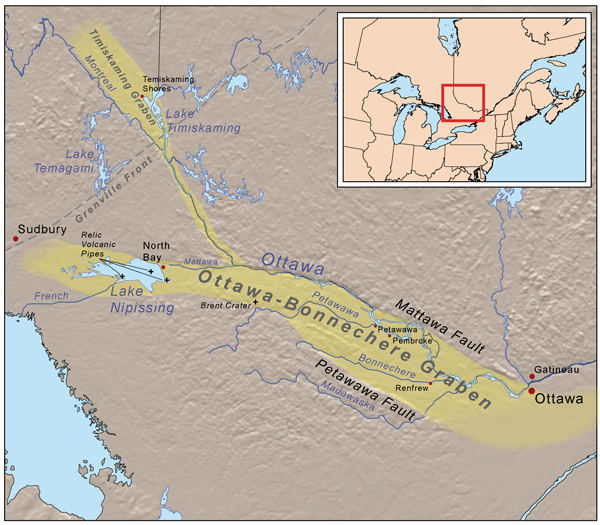
Мапа грабену Оттава-Боннешере

Грабен Оттава-Боннешере (також відомий як Оттавський Грабен), має відгалуження — Тиміскамінзький грабен — давня рифтова долина на Канадському щиті у Північно-Східному Онтаріо і Квебеку, Канада. Ця рифтова долина була утворена через скид земної кори близько кілометра між двома основними зонами розломів відомі як розломи Маттава і Петавава. Ці стародавні розломи, як і раніше активні, звільняють енергію під час ковзання уздовж лінії розлому у вигляді землетрусів, таких, як Тіміскамінзький землетрус 1935 року і Кіпавський землетрус 2000 року. Довжина грабену становить близько 700 км.
Грабен Оттава-Боннешере прямує від області Оттава-Монреаль на сході до Садбері і озера Ніпіссінг на заході. На сході грабен переходить у Рифтову систему Святого Лаврентія, грабен якої тягнеться більш ніж на 1000 км уздовж долини річки Св. Лаврентія від якої відгалужується грабен Сагене
На заході грабен прямує до озера Ніпіссінг, на північному заході від впадіння Маттави у річку Оттаву, вгору по долині останньої до озера Тиміскамінг, і далі долиною річки Монреаль. То є Тиміскамінзький грабен. На заході грабен розділяється на менші розломи. Грабен за часів пізднього протерозою до раннього палеозою був затокою океану Япет, попередника Атлантичного океану. Утворення грабену Оттава-Боннешере пов'язано з розколом карбонатної платформи і утворення глибоководної акваторії ~452 млн років тому; аналогічні події відбулись і з Тиміскамінзьким грабеном ~449-451 млн років тому. Ці грабени зазнали відновлення під час розпаду суперконтиненту Пангея близько 150 мільйонів років тому.

## Геологія

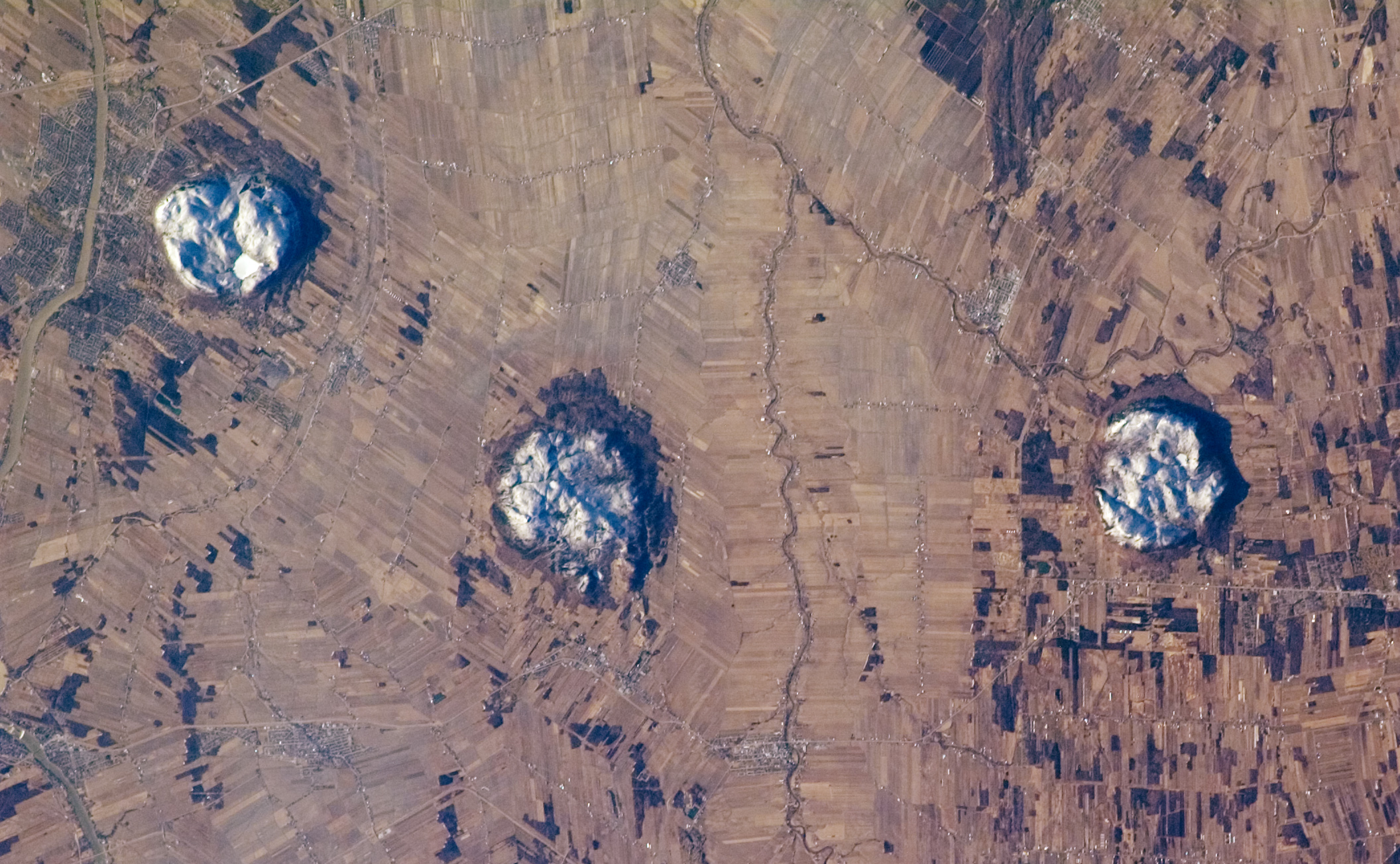
Три центральні пагорби Монтережи вигляд з космосу (зліва направо: гора Сант-Гіларі, гора Рожемон і гора Ямаска).

Починаючи з пізнього протерозою до раннього палеозою, зазнали ерозії потухлі вулкани, оголивши низку реліктових кімберлітових трубок, таких як затока Каллендер і острови Маніту на озері Ніпіссінг. Ці утворення є підземними геологічними структурами, утвореними надзвуковим виверженням глибоководного вулкана. Були також еродовані батоліти і дайки: Тімбер Лейк, Мулок, Вест Арм, Повассан, Бонфілд батоліти. Точний вік цих вулканітів невідомий, але вони або раннього кембрію, або пізнього докембрію. Цей вулканізм, ймовірно, ровесник Гренвіллської дайки.
Невеликий, але значущий магматизм відбувся протягом мезозою, в тому числі кімберлітові проявлення під час юрського періоду, а також розвиток магматичних інтрузій уздовж грабену Оттава-Боннешере і в інших місцях в провінції Онтаріо. Другий етап магматичного вулканізму відбувався уздовж східної частини грабену в ранній крейді. Результатом цієї події є пагорби Монтережи в Монтережи, Квебек. Вважається, що вони утворилися в результаті ковзання Північно-Американської плити на захід через довготривалий центр апвелінгу магми — Гарячу точку Нової Англії, і ерозію інтрузивних покладів. Ці інтрузії по різному інтерпретуються або як інтрузія магми давно згаслих вулканів, які були активними близько 125 мільйонів років тому, або як інтрузії, які ніколи не виходили на земну поверхню. Найвідомішим серед цих утворень є Гора Сант-Гіларі.
Уздовж північної краю грабену Оттава-Боннешере лежить уступ, який формує південний край пагорбів Гатіно. Цей уступ, називається Ірдлей уступ, робить цю частину грабену привабливим місцем для альпіністів і туристів, пропонуючи красивий вид на відносно пласкі поля розташовані нижче, які прямують до річки Оттава.
Біля відгалуження грабену Оттава-Боннешере лежить метеоритний кратер Брент. Він має 3,8 км в діаметрі, його вік оцінюється близько 400 млн років (ранній девон). Метеоритний кратер, який вперше було означено в 1951 році за матеріалами аерофотознімання, утворено в докембрійських гнейсах. Геофізичні і дослідження алмазного буріння показує, що кратер має цієї глибину близько 425 м, але частково заповнений осадовими породами з потужністю близько 274 м. Скелі підстилаючих порід кратера зруйновані до глибини близько 610 м. Подібно до аналогічного Новоквебецького кратера така глибина руйнації пояснюється високою швидкістю удару велетенського метеориту. При його утворенні була звільнена енергія рівна 250 мегатонн тротилу і цей терен, ймовірно, було покрито мілководним морем.